# Каменский сельский совет (Лутугинский район)
Каменский сельский совет (укр. Кам'янська сільська рада) — входит в состав
Лутугинского района
Луганской области
Украины.

## Населённые пункты совета
- с. Боково
- с. Каменка
- с. Македоновка
- с. Палиевка

## Адрес сельсовета
92032, Луганская обл., Лутугинский р-н, с. Каменка, ул. Советская, 108; тел. 99-3-21